# Бианки, Валентина Львовна
Валентина Львовна Бианки (или Бьянки (Valentina Bianchi); по мужу Фабиан; наст. отчество Валентиновна; 1839 или 1833, Вильно, ныне Вильнюс (однако есть сведения о её рождении в Швейцарии) — 28 февраля [13 марта] 1884, г. Кандава (Kandau), ныне Тукумский район, Латвия) — оперная певица (драматическое сопрано).

## Биография
Происходила из итальянской семьи. Отец был певцом, затем преподавателем музыки.
Училась в Парижской консерватории, педагоги: по вокалу — Дж. Бордоньи и Л. Ревиаль, по декламации и сценическому искусству — Дювернуа и Морен де Кланьи.
Там же в Париже в 1855 дебютировала на оперной сцене в Итальянском театре (Théâtre Italien) в партиях Амины («Сомнамбула» В. Беллини) и Адины («Любовный напиток» Г. Доницетти. С 1855 пела в различных городах Германии: во Франкфурте-на-Майне, Лейпциге, Берлине, Шверине и др.
В 1862—1865 солистка императорского петербургского Мариинского театра (дебютировала в партии Леоноры в опере Дж. Верди «Трубадур»). В этот период композитор А. Н. Серов создавал оперу «Юдифь», главную партию которой сочинял специально для В.Бианки (хотя на тот момент публика певицу ещё плохо знала), эту партию она и исполнила на премьере в Мариинском театре 16 мая 1863 года. А сам композитор писал по этому поводу: «Бианки, чарующая в Юдифи не только голосом, пением и умнейшею игрою, но даже и наружностью (костюм сделал из неё красавицу)».
В 1865—1867 — солистка императорского московского Большого театра
В 1867—1869 — солистка Киевской оперы.
В 1881 пела в спектаклях петербургской императорской труппы Итальянской оперы.
Современная критика живо отзывалась на выступления Валентины Бианки и посвящала ей немало страниц. Словарь Брокгауза и Ефрона писал о ней: «Бианки обладала исключительным голосом: необычайная интенсивность верхних нот, из ряда вон выходящий объем голоса и его мощь до того увлекли автора „Юдифи“, что он написал заглавную роль с расчетом на голосовые средства Б. В этой чудной по музыкальной красоте партии Юдифи, к сожалению, представляющей, однако, слишком большие требования к певице, и лежит причина, по которой „Юдифь“, как замечательное оперное произведение, не достигла должного распространения как у нас, так и за границей».
Театральный критик А. Григорьев писал о создании певицей образа Лукреции Борджиа в одноимённой опере: «Такого соединения в одном лице первоклассной певицы с высокой артисткой, которая сама увлекается и всех увлекает; такой поэзии в создании роли на русской сцене давным-давно не бывало».
«Ежегодник Императорских Театров». Сезон 1901—1902. С. 154—155) отмечал её работу в опере «Дети степей, или Украинские цыгане» А. Рубинштейна: «Трудную партию Избраны г-жа Валентина Бианки поняла до мельчайших подробностей и старалась её исполнить, но к сожалению, понимание стоило гораздо выше сил. Впрочем, исполнение партии Избраны делает большую честь г. Бианки».
Пружанский А. М. так характеризует творчество певицы: «Обладала красивым, мощным, ровным во всех регистрах голосом широкого диапазона, отличной вокальной техникой и ярким актер. дарованием. Однако, по мнению критиков, созданным ею героико-драматическим образам были присущи излишняя аффектация и мелодраматизм».
Валентина Бианки немало выступала в концертах киевского отделения РМО. Среди концертного репертуара певицы романс А. Алябьева «Соловей», который М. Глинка в 1856 году специально для неё переложил для голоса с оркестром.
Пела п/у В. М. Вилинского, К. Вильбоа, К. Н. Лядова, И. О. Шрамека.
В 1863 в Петербурге она исполняла сольную партию в финале 9-й симфонии Л. Бетховена.
Покинула оперную сцену в 1867 г. или в 1870, однако ещё какое-то время продолжала активно концертировать.
Кроме исполнительской деятельности Валентина Бьянки сама является автором нескольких романсов, среди которых «Прости, не помни дней паденья» на слова Н. Некрасова, «Нет, нет, ты меня не забудешь» и др.
Оперный репертуар певицы насчитывал свыше 50 партий.
- «Норма» В. Беллини — Норма (Франкфурт-на-Майне)
- 1856 — «Сомнамбула» — Амина (Берлин)
- 1856 — «Любовный напиток» — Адина (Берлин)
- 16 мая 1863 — «Юдифь» А. Серова — Юдифь (первая исполнительница; в 1865 выступала в этой же партии в московском Большом театре, став таким образом и там тоже первой исполнительней партии)
- 1863 — «Наташа, или Волжские разбойники» К. Вильбоа — Наташа (впервые в Мариинском театре)
- 1864 — «Ундина» А. Львова — Ундина
- 1866 — «Гугеноты» Дж. Мейербера — Валентина (Большой театр, Москва)
- 1866 — «Лукреция Борджиа» Г. Доницетти — Лукреция Борджиа
- 1867 — «Жизнь за царя» М. Глинки — Антонида (впервые в Киеве)
- 1867 — «Дети степей, или Украинские цыгане» А. Рубинштейна — Избрана
- «Руслан и Людмила» М. Глинки — Горислава
- «Русалка» А. Даргомыжского — Наташа
- «Запорожец за Дунаем» С. Гулак-Артемовского — Одарка
- «Лючия ди Ламмермур» Г. Доницетти — Лючия ди Ламмермур
- «Дочь полка» Г. Доницетти — Мария
- «Фра-Дьяволо, или Гостиница в Террачине» Д. Обера — Церлина
- «Фенелла, или Немая из Портичи» Д. Обера — Эльвира

Партнёры: А. Д. Александрова-Кочетова, Пав. П. Булахов, В. И. Васильев, П. И. Гумбин, С. В. Демидов, И. Кравцов, Д. М. Леонова, А. Мишуга, Ф. К. Никольский, И. И. Онноре, О. А. Петров, П. А. Радонежский, А. С. Раппорт, И. Я. Сетов, Л. Б. Финокки.